# داگلاس کوریگان
داگلاس کوریگان (به انگلیسی: Douglas Corrigan)(زادهٔ ۲۲ ژانویه ۱۹۰۷ – درگذشتهٔ ۹ دسامبر ۱۹۹۵) یک هوانورد آمریکایی بود که در سال ۱۹۳۸ با لقب «راه اشتباهی» مشهور شد. پس از پروازی فراساحلی از لانگ بیچ، کالیفرنیا، به نیویورک سیتی در ژوئیه، او پروازی از  فرودگاه فلوید بنت در بروکلین به ایرلند انجام داد، در حالی که برنامه پروازی‌اش برای بازگشت به لانگ بیچ ثبت شده بود.
کوریگان ادعا کرد که پرواز غیرمجازش از اقیانوس اطلس ناشی از یک اشتباه ناوبری بوده است. او توضیح داد که پوشش ابری سنگین که نقاط مرجع را پنهان کرده بود و شرایط کم‌نور باعث شده بود که قطب‌نما را اشتباه بخواند. با این حال، او مکانیک هواپیمای ماهری بود (و در ساخت هواپیمای «روح سنت لوئیس» چارلز لیندبرگ مشارکت داشت) و تغییراتی در هواپیمای خود برای آماده‌سازی آن برای پرواز فراساحلی انجام داده بود. او اجازه پرواز غیرمستقیم از نیویورک به ایرلند را نداشته و اشتباه «ناوبری» او به عنوان اقدامی عمدی تلقی شد. با این حال، او هیچ‌گاه به طور عمومی اذعان نکرد که پروازش به ایرلند عمدی بوده است.